# Альварес Куберо, Хосе
Хосе Альварес Куберо (исп. José Álvarez Cubero; 23 апреля 1768, Приего-де-Кордова — 26 ноября 1827, Мадрид) — испанский скульптор-неоклассик, педагог.

## Биография
С ранней молодости помогал в работах своему отцу каменотёсу и резчику по камню. В 1791—1794 годах учился в академиях Кордовы, Гранады и Мадрида. Одно из его изваяний приобрело ему расположение епископа Кордовского, по протекции которого он в 1794 г. был принят в Королевскую академию изящных искусств Сан-Фернандо.
В 1799 году получил первую премию и от короля ежегодную стипендию в размере 12 000 реалов для продолжения обучения в Париже и Риме, где в сентябре был зарегистрирован как студент Школы изящных искусств, позже, обучался в мастерской художника Жака-Луи Давида. В Париже, как иностранец, получил на конкурсе вторую премию за скульптуру, хотя признан достойным первой. Здесь Х. Альварес окончил в 1804 г. гипсовую статую Ганимеда.
Его отказ признать Жозефа Бонапарта королём Испании привел к его заключению в Риме. После освобождения был нанят Наполеоном I для украшения Квиринальского дворца. В Риме создал 4 барельефа (предназначенных первоначально для квиринальского дворца) — произведение, позволившее ему познакомиться и подружиться с А. Кановой и Б. Торвальдсеном, под влияние которых он находился и приём в члены и советники Академии св. Луки. Оставался в Риме в течение 20 лет, будучи одновременно помощником Кановы и придворным скульптором короля Испании Карла IV, а затем с 1816 года Фердинанда VII.
Среди произведений, созданных им в Риме, особенно замечательно его «Grupo colosal de Zaragosa» (в мадридском Музее изящных искусств), сцена из войны 1808—1809 года. Все его скульптуры отличаются глубоким чувством и строгою правдивостью. Одной из самых успешных работ Альвареса была скульптурная группа, представляющая Антилоха и Мемнона, которая была заказана в мраморе (1818) Фердинандом VII. Сейчас она находится в музее Мадрида. Он также создал несколько портретных бюстов (Фердинанд VII, Россини, герцогиня Альба), которые отличаются своей силой и точностью.
Кроме глубокого изучения природы и античных классических образцов, он особенно тщательно изучал Микеланджело.
По возвращении в Мадрид в 1826 году преподавал в Академии Сан-Фернандо. За последние два года своей жизни в Испании он создал множество скульптур.

## Галерея
- Ганимед, 1804
- Мария Изабелла Португальская. около 1826. Музей Прадо
- Оборона Сарагосы, 1825. Музей Прадо